# 体奥动力
体奥动力（北京）体育传播有限公司（英語：China Sports Media Co.,Ltd.）是中国的一家公司，主要业务为体育赛事的版权运营、内容制作及营销。

## 简介
2001年，体奥动力的前身华奥星空成立，并从无力负担相关费用的羊城晚报报业集团的手中接过了中国男子篮球职业联赛（CBA）的联赛信号制作与版权运营权，直至2011/2012赛季。
2015年5月11日，体奥动力获得了“中国之队”未来四年的转播权和分销权，终结了此前央视独家垄断的局面；同年9月23日，体奥动力击败央视等竞争对手，以80亿元人民币的价格获得了未来5年（后与中国足协协商，扩充为10年110亿元人民币）中超全球全媒体版权，引发舆论关注。
2017年2月，由于乐视拖欠相关费用，亚足联国际性赛事的版权被收回，体奥动力随后“接盘”；同时，苏宁入股体奥动力，取代华人文化产业投资基金，成为大股东。
2021年，由于母公司苏宁出现经营困难，体奥动力未按时支付转播费用，被中国足协剥夺了中超独家版权。